# Tko je ubio Mickey Mousea
Tko je ubio Mickey Mousea? treći je studijski album hrvatskog rock sastava Psihomodo pop. Album je 1992. godine objavila diskografska kuća Croatia Records.

## Popis pjesama
| 1. | »Volim crtane filmove«  | 1:58 |
| 2. | »Igračka«               | 2:29 |
| 3. | »Pisma«                 | 2:44 |
| 4. | »Molim Vas, striček...« | 2:11 |
| 5. | »Želim biti dobar«      | 1:56 |
| 6. | »Bomba«                 | 3:34 |

| 1. | »Wunderkind«          | 3:12 |
| 2. | »Radim stoj na glavi« | 0:52 |
| 3. | »Maleno - veliko«     | 3:36 |
| 4. | »Ja živim najbolje«   | 2:12 |
| 5. | »Da nam živi rad«     | 2:21 |
| 6. | »Petice«              | 2:54 |

## Zasluge
Psihomodo pop
- Davor Gobac – vokal, prateći vokal
- Vlatko "Brada" Ćavar – gitara
- Saša "Sale "Radulović – gitara, prateći vokal
- Smiljan "Šparka" Paradiš – bas gitara
- Tigran "Tigi" Kalebota – bubnjevi